# Kompass
Pour l’article homonyme, voir Anders Kompass.
Kompass  est une entreprise spécialisée en annuaires de sociétés entreprise à entreprise. Elle permet aux entreprises de trouver leurs clients et fournisseurs au moyen de ses outils Kompass.com (75 millions de visiteurs uniques) et de sa plateforme de données internationales Easybusiness. Kompass propose des informations sur plus de 43 millions d'entreprises dans le monde et 34 millions d'acheteurs B2B (dont 12 millions d'entreprises en France). Elle compte parmi ses clients plus de 10 000 références au niveau international.

## Histoire
Le 30 octobre 2019, le tribunal de commerce de Nanterre a prononcé l'ouverture d'une procédure de redressement judiciaire de la société Kompass International (sa filiale), avec date de cessation des paiements au 30 septembre 2019 (annonce Bodacc A n°20190216 publié le 08/11/2019) mais cette procédure ne concerne pas Kompass SA.

## Activité, rentabilité, effectif
|                             | 2014    | 2015     | 2016   | 2017    | 2018    | 2019 |
| --------------------------- | ------- | -------- | ------ | ------- | ------- | ---- |
| Chiffre d'affaires en k€    | 16 847  | 12 786   | 12 072 | 10 101  | 10 977  |      |
| Résultat net en k€ (+ ou -) | + 1 654 | - 11 269 | - 188  | - 1 160 | - 1 755 |      |
| Effectif moyen annuel       | 149     | 132      | 90     | 61      | 63      |      |